# Rajd Nowej Zelandii 1977
Rajd Nowej Zelandii 1977 (8. South Pacific Rally - New Zealand) – 8. Rajd Nowej Zelandii rozgrywany w Nowej Zelandii w dniach 1-7 maja. Była to piąta runda Rajdowych Mistrzostw Świata w roku 1977. Rajd został rozegrany na nawierzchni szutrowej i asfaltowej. Bazą rajdu były miasta Auckland i Wellington. 

## Wyniki końcowe rajdu[1]
| Msc. | Kierowca         | Pilot              | Samochód               | Czas     | Strata   | Grupa | Pkt zespół | Pkt kierowca |
| ---- | ---------------- | ------------------ | ---------------------- | -------- | -------- | ----- | ---------- | ------------ |
| 1    | Fulvio Bacchelli | Francesco Rossetti | Fiat 131 Abarth        | 24:29.55 | 0.0      | 4     | 10+8       | 9            |
| 2.   | Ari Vatanen      | Jim Scott          | Ford Escort RS1800     | 24:31.29 | +1.34    | 4     | 9+7        | 6            |
| 3.   | Markku Alén      | Ilkka Kivimäki     | Fiat 131 Abarth        | 24:51.54 | +21.59   | 4     |            | 4            |
| 4.   | Simo Lampinen    | Sölve Andreasson   | Fiat 131 Abarth        | 24:55.47 | +25.52   | 4     |            | 3            |
| 5.   | Rod Millen       | Mike Franchi       | Mazda RX-3             | 25:47.59 | +1:18.04 | 4     | 6+4        | 2            |
| 6.   | John Woolf       | Grant Whittaker    | Mazda RX-3             | 26:09.39 | +1:39.44 | 4     |            | 1            |
| 7.   | John Sergel      | Mike Fletcher      | Ford Escort RS1800     | 28:12.48 | +3:42.53 | 4     |            |              |
| 8.   | Richard Tippett  | Adrian Hercock     | Ford Escort RS2000     | 28:21.45 | +3:51.50 | 2     |            |              |
| 9.   | Morrie Chandler  | Don Campbell       | Mitsubishi Colt Lancer | 28:26.41 | +3:56.46 | 4     | 2+1        |              |
| 10.  | Alan Brough      | Mike Galvin        | Toyota Trueno          | 28:45.13 | +4:15.18 | 2     | 1+7        |              |

## Punktacja

### Klasyfikacja producentów
| Lp | Producent | Pkt. |
| -- | --------- | ---- |
| 1  | Fiat      | 66   |
| 2  | Ford      | 64   |
| 3  | Opel      | 39   |
| 4  | Lancia    | 32   |
| 4  | Toyota    | 32   |

- Uwaga: Tabela obejmuje tylko pięć pierwszych miejsc.

### Klasyfikacja  FIA Cup for Rally Drivers
| Lp | Producent           | Pkt. |
| -- | ------------------- | ---- |
| 1  | Björn Waldegård     | 15   |
| 1  | Ari Vatanen         | 15   |
| 3  | Sandro Munari       | 13   |
| 3  | Markku Alén         | 13   |
| 5  | Stig Blomqvist      | 9    |
| 5  | Fulvio Bacchelli    | 9    |
| 5  | Jean-Claude Andruet | 9    |

- Uwaga: Tabela obejmuje tylko pięć pierwszych miejsc.